# Niedźwiedź (województwo wielkopolskie)
Niedźwiedź – wieś w Polsce położona w województwie wielkopolskim, w powiecie ostrzeszowskim, w gminie Ostrzeszów.
W latach 1954–1959 wieś należała i była siedzibą władz gromady Niedźwiedź, po jej zniesieniu w gromadzie Ostrzeszów. W latach 1975–1998 miejscowość położona była w województwie kaliskim.
Wieś leży przy drodze krajowej nr 11, 20 km na południe od Ostrowa Wielkopolskiego.
W miejscowości znajduje się kolejowy przystanek osobowy Niedźwiedź Wielkopolski.
W Niedźwiedziu mieści się Szkoła Podstawowa im. Kornela Makuszyńskiego, remiza Ochotniczej Straży Pożarnej.